# Conus patricius
Conus patricius е вид охлюв от семейство Conidae. Възникнал е преди около 11,61 млн. години по времето на периода неоген. Видът не е застрашен от изчезване.

## Разпространение и местообитание
Разпространен е в Гватемала, Еквадор, Колумбия, Коста Рика, Мексико (Гереро, Колима, Мичоакан, Оахака, Халиско и Чиапас), Никарагуа, Панама, Салвадор и Хондурас.
Обитава пясъчните дъна на морета.